# Denuncia anónima

Buzón «boca de león» ubicado en el Palacio Ducal de Venecia cuya inscripción en latín dice: «Denuncias secretas contra cualquiera que oculte favores y servicios o se coluda para ocultar sus verdaderos ingresos.»

La denuncia anónima, también llamada delación, se produce si se avisa de forma secreta/anónima a las autoridades de un hecho delictivo. Quien realiza este acto bajo el anonimato, conocido como delator, lo hace con el fin de evitar algún tipo de represalia en su contra. Quienes son delatados suelen tener adjetivos descalificativos para sus delatores, entre los que se cuentan soplón, traidor, Judas (en alusión a Judas Iscariote), chivato, sapo, etc. Los apelativos alusivos a una traición, suelen estar vinculados con infiltrados en alguna organización criminal o espías.

## Denunciar de forma anónima según países

### España
En España el Cuerpo Nacional de Policía permite la colaboración ciudadana para informar de forma anónima hechos delictivos relacionados con:
- Delitos Tecnológicos (Pornografía infantil, Fraudes en Internet, Seguridad Lógica, Piratería)
- Drogas
- Delincuencia Especializada y Violenta (Homicidios, desaparecidos, secuestros...)
- Lucha Antiterrorista (Personas y hechos, Artefactos Explosivos y NRBQ)
- Inmigración Ilegal y Extranjería (Inmigración y Empleo Irregular, Explotación Sexual...)
- Servicio de Atención a la Familia (Observatorio de la mujer, UPAP...)
- DNI Electrónico
- Estudios
- Delincuencia Internacional
- Otras Comunicaciones (No incluida en las anteriores)

Por otro lado, el Grupo de Delitos Telemáticos de la Guardia Civil también proporciona un formulario de contacto de igual modo que la Policía Nacional, pero solo para delitos informáticos.

### Chile
Existe desde el año 2010 el Programa Denuncia Seguro, dependiente del Ministerio del Interior y Seguridad Pública a través de la Subsecretaría de Prevención del Delito, el cual recibe información delictual de forma anónima y, una vez que pasa los filtros internos de verosimilitud y veracidad, es puesta en conocimiento del Ministerio Público en forma de denuncia, bajo identificación de denunciante que son los abogados del Programa cumpliendo de esta forma con los requisitos del artículo 174 del Código Procesal Penal. 
En cuanto a sus resultados este programa ha recibido en casi 5 años de funcionamiento más de 70.000 llamadas. De estas, 30.000 aproximadamente han tenido información delictual, aprobándose más de 23.000 de ellas como denuncias a lo largo del país. En virtud de ellas, se ha obtenido la detención de más de 1.600 sospechosos, de los cuales se ha condenado a casi el 30% de ellos en un 65% de los casos por delito de micro tráfico, incautándose más de 8 mil millones de pesos en drogas y más de 100 millones de pesos en dinero efectivo. Un aspecto importante de este programa es que trascendió de un gobierno a otro (2010-2018), logrando continuidad y perfeccionándose, circunstancia clave en toda política pública que intente ser exitosa. Más información en http://www.denunciaseguro.cl.